# Description de Delphes (Pausanias)
Pour les articles homonymes, voir Description (homonymie).
 (février 2015).
Dans sa Description de la Grèce, Pausanias le Périégète laisse une description de Delphes au IIe siècle qui est d'une grande importance pour la science historique.

## Pausanias et son œuvre
Pausanias est un voyageur grec, probablement né à Magnésie du Sipyle (aujourd'hui Manisa, en Turquie), ayant parcouru la Grèce au milieu du IIe siècle apr. J.-C.
On possède le récit de sa description de la Grèce (périégèse), qui joue un rôle majeur à la fois pour la connaissance de l'histoire antique - car il effectue souvent des digressions à caractère historique - ainsi que pour la connaissance topographique de la Grèce et notamment des monuments mis au jour par l'archéologie.

### Pausanias et Delphes
Depuis quatre cents ans, les savants tentent de reconstituer le sanctuaire de Delphes à partir de la description de Pausanias, qui est très précise. Dans un premier temps ces tentatives s'appuyaient uniquement sur le texte de Pausanias, puis les voyageurs, Cyriaque d'Ancône au XVe siècle, mais surtout à partir de Jacob Spon et George Wheler en 1676, redécouvrant le site de Delphes, essayent de reconnaître les indications de Pausanias dans le paysage du village de Kastri, qui s'est établi sur les ruines de Delphes.
C'est surtout à partir des premières fouilles scientifiques (Laurent en 1838, Wescher et Paul Foucart de 1863 à 1865, Bernard Haussoullier en 1881, Hans Pomtow, puis la grande campagne de fouilles de l'École française d'Athènes de 1892 à 1902 que s'établit une critique serrée du texte de Pausanias en rapport avec les monuments déterrés par les archéologues.
Le texte de Pausanias continue, plus de cent ans après la grande fouille de l'École française d'Athènes, à alimenter une partie de la littérature archéologique, car de nombreux problèmes restent en suspens. L'ancien directeur de l'École française d'Athènes, Georges Daux, a consacré un livre intitulé « Pausianas à Delphes » (éd. Picard, 1936) à cette question, mais n'a, de loin, pas résolu tous les mystères que recèle ce texte qui est de loin la plus importante source sur les monuments de Delphes.

### Fiabilité de la description de Pausanias
Certains savants ont pu émettre l'idée que Pausanias n'a pas réellement vu les monuments qu'il décrit ; ce genre de situation n'est pas rare dans les récits des voyageurs européens qui se contentent de faire une collation à partir de sources plus anciennes ou d'autres auteurs. Mais ce point de vue est abandonné car les fouilles ont révélé la très grande précision de la description de Pausanias. Par ailleurs s'il a vu tous les monuments dont il parle, il a pu se tromper, ou être trompé par les guides qui lui ont fourni des renseignements. Néanmoins, les études montrent presque toujours, qu'il vaut mieux lui faire a priori confiance.

## Les monuments décrits

### La terrasse de Marmaria
« En entrant dans la ville, on trouve une série de temples ; le premier (1) était en ruines et le suivant (2) était vide de toutes statues, divines ou humaines ; quant au troisième (3) et au quatrième (4), l'un contenait des statues d'empereurs romains en petit nombre, et le dernier s'appelle Temple d'Athéna Pronoia ; il abrite deux statues de la déesse, et celle qui se trouve dans le pronaos est une offrande des Massaliotes, de dimension plus grande que celle qui se trouve à l'intérieur. Les Massaliotes sont des colons de Phocée en Ionie et faisaient partie de ceux qui s'enfuirent de cette ville devant le mède Arpage ; leur flotte l'ayant emporté sur celle des Carthaginois, ils prirent possession du territoire qu'ils occupent aujourd'hui et arrivèrent à un haut degré de prospérité. L'offrande massaliote est de bronze ; quant au bouclier d'or offert à Athéna Pronoia par Crésus de Lydie, les Delphiens racontent que Philomélos s'en est emparé. À côté du sanctuaire de la Pronoia se trouve le Téménos du héros Phylacos (5); ce Phylacos, selon le récit qui a cours à Delphes, a protégé la ville au temps de l'invasion perse. »
— Traduction G. Daux, 10.8.6
Ces quelques lignes ont été la source de centaines de pages et plusieurs dizaines d'articles, du fait que les édifices révélés par la fouille (1900-1902) ne semblent pas s'accorder avec cette description. Cette question irritante a reçu de la part de l'archéologue Frédérik Poulsen l'appellation de « énigmes de Marmaria », du nom moderne de la terrasse qui porte ces bâtiments.

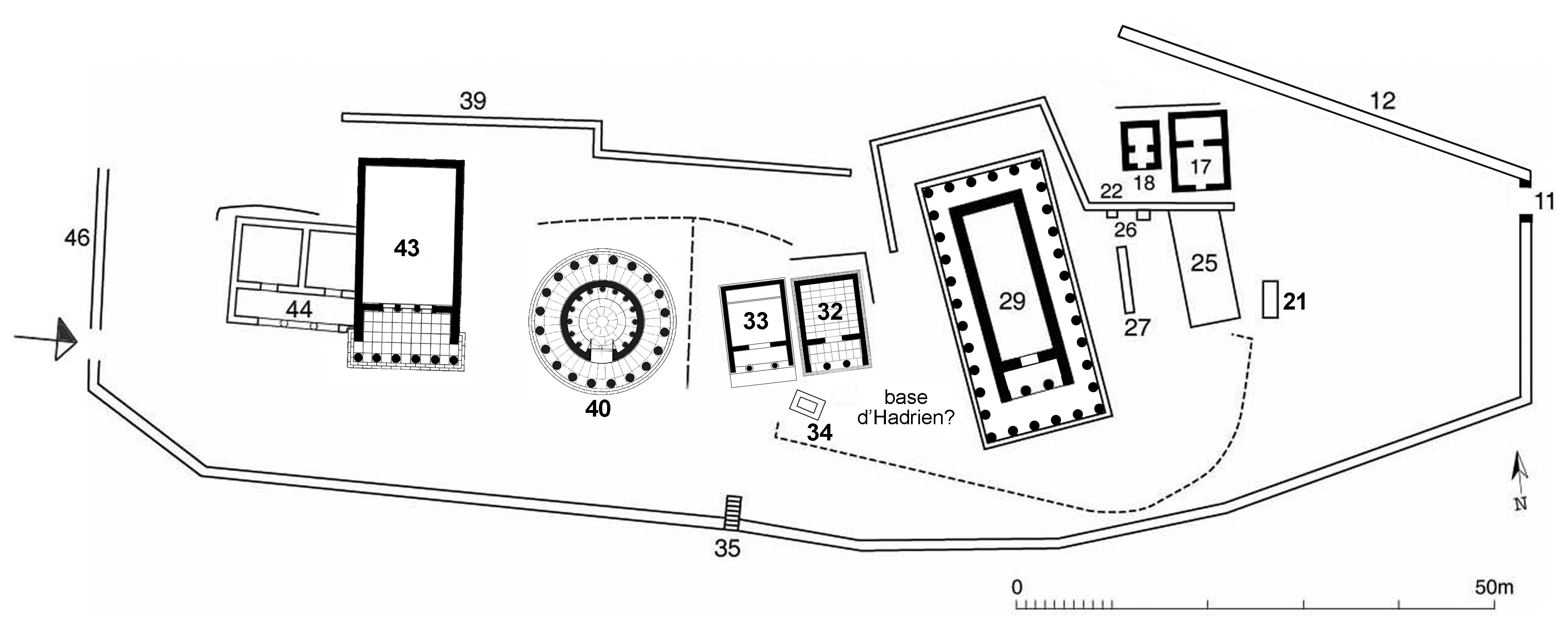
Plan de la terrasse de Marmaria.

Le premier problème concerne le nombre d'édifices, puisque, mis à part le bâtiment le plus à l'est, qui semble avoir disparu assez tôt, on compte cinq - et non quatre - édifices importants :

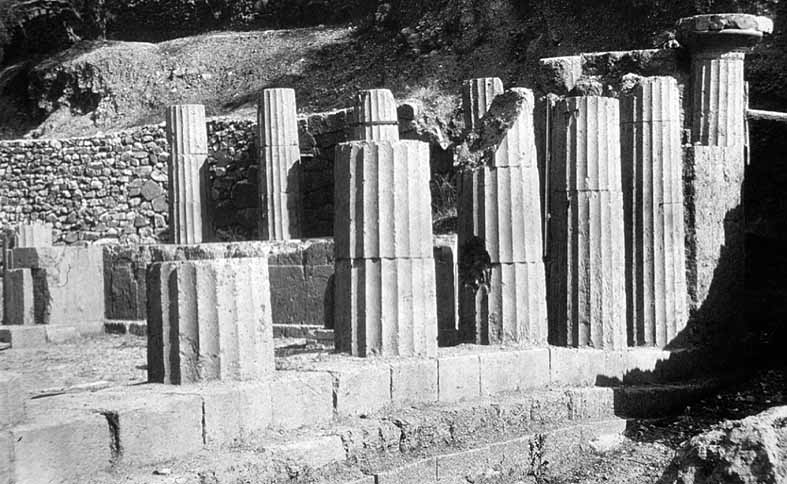
Le temple en tuf avant la chute des rochers de 1905. Cliché EFA.

- un temple dorique périptère en tuf datant des alentours de 520-500 que tout le monde s'accorde à identifier comme un temple d'Athéna. L'édifice a été en partie détruit par une chute de rochers en 1905, peu après son dégagement. Comme les autres bâtiments de la terrasse, il est tourné vers le sud, ce qui est assez inhabituel pour un temple. À la suite d'un glissement de terrain, la majeure partie du temple est descendue de quelques mètres vers la pente. SD 29.
- deux trésors côte à côte en marbre, ceints ultérieurement d'une palissade en calcaire sur laquelle étaient gravés des textes en rapport avec une confiscation de biens au profit du sanctuaire.

Le trésor situé à l'ouest, est d'ordre ionique, parfois improprement qualifié d'éolique du fait de ses chapiteaux à palmes. Daté de 525-515 av. J.-C. environ, les fouilleurs l'ont rapidement attribué aux Marseillais, dont l'architecture était celle de leur métropole d'origine, Phocée. Mais la découverte ultérieure d'un fragment d'architrave du trésor de Marseille, plus haut vers Castalie, complique le problème. SD 33.
Le trésor voisin, dorique et décoré sur ces deux faces visibles de métopes sculptées, ressemble beaucoup au trésor que les Athéniens ont érigé dans le sanctuaire d'Apollon. SD 32.

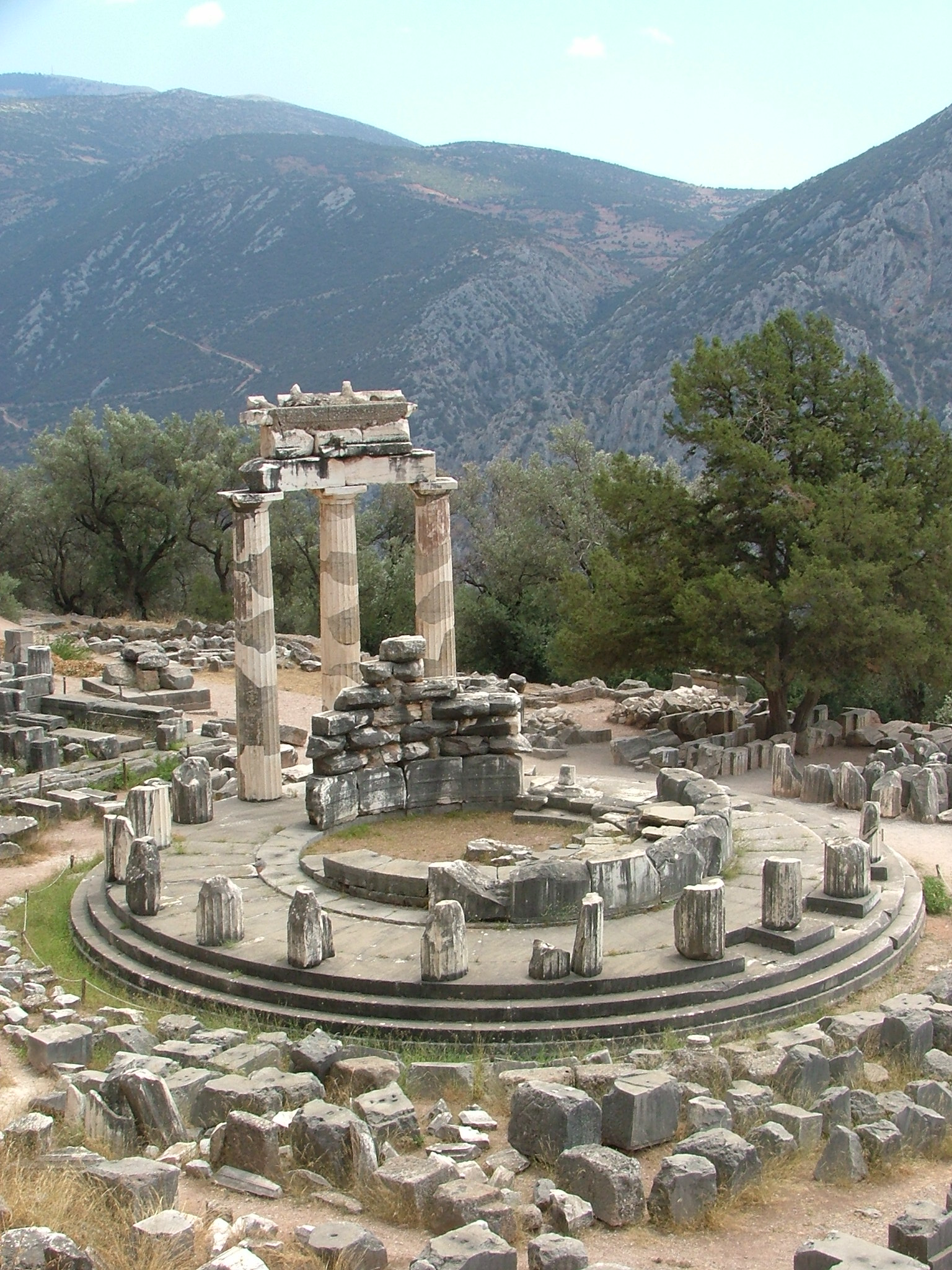
La tholos de Delphes.

- un édifice circulaire dorique connu sous le nom de tholos, dont on ne connaît ni la destination ni les dédicants. Vitruve nous donne le nom de l'architecte, Theodotos de Phocée, qui avait écrit un livre - perdu - sur cet édifice, sous le titre « Sur la tholos qui est à Delphes ». Cette rotonde entièrement en marbre (blanc et bleu sombre) est un des plus beaux édifices de l'architecture grecque classique. La portion de mur et les trois colonnes ont été reconstruites par les soins de l'École française d'Athènes en 1938. L'espace central s'ouvre exactement au sud par une grande porte qui était protégée par une grille. Vingt colonnes à vingt cannelures forment un écrin régulier autour de la cella. La plateforme s'est légèrement affaissée du côté de la montagne. SD 40.
- un grand bâtiment dorique prostyle (colonnes en façade seulement) en calcaire local (Saint-Élie) que l'on appelle sobrement, faute d'identification, « temple en calcaire ». SD 43.

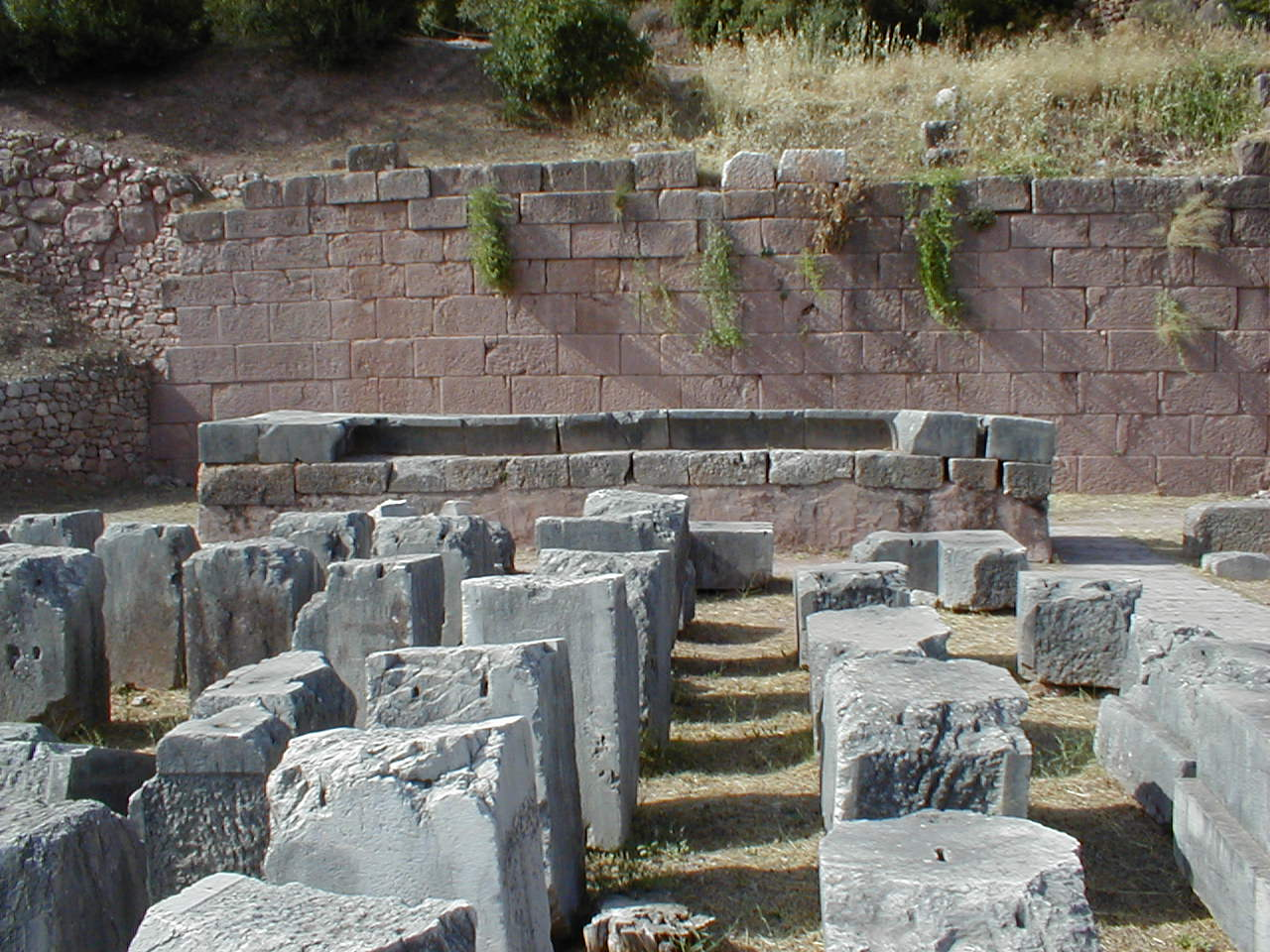
L'exèdre au fond du « temple en calcaire ».

Si les quatre édifices mentionnés par Pausanias sont à trouver parmi les édifices exhumés par la fouille, on est donc obligé d'admettre, soit que Pausanias - pour une raison quelconque - en a omis un, soit que l'un de ces édifices n'était plus visible lors de son passage. Jusqu'à peu, on considérait qu'étant venu de l'ouest, il avait énuméré les édifices situés sur la terrasse de Marmaria d'ouest en est. Dans cette optique, on considérait le grand temple en tuf comme l'édifice ruiné (le premier de la liste) et le temple en calcaire comme un temple d'Athéna (le « nouveau » temple d'Athéna), le dernier de la liste. Restait donc à trouver, parmi les trois édifices intermédiaires, lequel n'était pas cité par Pausanias.
Toutes les possibilités ont été envisagées :
- la tholos n'a pas été mentionnée pour des raisons sacrées ou bien parce qu'elle était détruite[1] à l'époque de Pausanias.
- l'un des deux trésors n'a pas été mentionné, car il n'existait plus[2]. Il n'y a aucun argument archéologique en faveur de l'une ou l'autre de ces hypothèses.
- les deux trésors ont été pris pour un seul bâtiment, car ils étaient entourés d'une palissade, hypothèse un peu fantaisiste de Jean Charbonneaux[3] car cette palissade ne cachait que le bas des édifices.

#### Nouvelles interprétations
En 1985, l'architecte Didier Laroche a proposé une nouvelle grille de lecture de la description de Pausanias. Constatant que la porte monumentale est se poursuit par une route qui passe au-dessus du sanctuaire et non devant, il observe que Pausanias a dû redescendre pour atteindre la terrasse où se dressent les édifices, ou même accéder par l'escalier qui se trouve en face du trésor éolique. Dans ce cas, les édifices se dressent en face de lui et il peut très bien les décrire de gauche à droite et non l'inverse. L'avantage de cette interprétation est qu'elle remet à sa place le temple d'Athéna, à l'extrémité est, sans devoir inférer d'une destruction puis d'un déplacement du culte dans le « temple en calcaire ». Les auteurs de la publication de cet édifice avaient d'ailleurs prudemment écarté l'appellation de « temple d'Athéna ».
Cette nouvelle interprétation a été en général bien accueillie par les spécialistes, mais elle laisse ouverte la question de l'identification des trois premiers édifices mentionnés par Pausanias (ou des quatre édifices livrés par la fouille).
Une première hypothèse (1) consiste à introduire un autre bâtiment : l'édifice à double cella, qui jouxte le temple en calcaire, et qui serait le premier, en ruines. SD 44. En effet cet édifice est encore debout (en tous cas la partie en pierre) et on ne voit pas par quel terrassement on aurait pu le cacher. Comme il y aurait de ce fait deux édifices non cités par Pausanias, ce serait sans doute les deux trésors, qui n'étaient pas des naoi à proprement parler. Dans ce cas de figure, le « temple en calcaire » est le bâtiment « vide de statues » et la tholos « contient des statues d'empereurs en petit nombre ». Rien d'impossible a priori.
Sinon, on reprend les édifices connus, et on cherche celui qui n'est pas mentionné par Pausanias.
Supposons le temple en calcaire totalement détruit (2) ou en ruines (3) : c'est l'hypothèse envisagée par J.-Fr. Bommelaer. À l'appui de cette idée, l'état actuel de la ruine, qui visiblement a été arasée au niveau de ses fondations. Également le fait que l'exèdre qui a été construite plus tard au fond de la cella (mais désaxée), antérieure au passage de Pausanias par son style, n'entretient aucun rapport avec l'édifice, qui aurait donc pu avoir disparu à cette époque. Une telle exèdre peut difficilement s'expliquer à l'intérieur et au fond d'une cella.
Si le temple en calcaire était totalement détruit, dans ce cas la tholos serait l'édifice en ruines (il est clair que la cella a été détruite par un incendie, mais à une époque inconnue), ce qui expliquerait le silence du Périégète sur cet édifice exceptionnel. Si le temple en calcaire était en ruines mais visible, alors ce pourrait être la tholos qui aurait été détruite et non signalée. Cette hypothèse a le mérite de rendre compte encore plus simplement du silence surprenant de Pausanias sur l'architecture exceptionnelle de cette rotonde.
Il n'existe pas d'arguments vraiment convaincants en faveur d'une destruction précoce d'un des deux trésors, qui reste cependant une possibilité. De nombreux blocs réutilisés à l'époque chrétienne montrent que les édifices servaient de carrière de marbres et donc qu'au moins leur carcasse était debout ; le trésor éolique est encore bien conservé et bien visible de nos jours ; si l'un des deux trésors manquait, ce serait plutôt le trésor dorique.
La question, comme on le voit, reste ouverte : les hypothèses (1), (2) et (3) paraissent mieux fondées. Tous ces raisonnements ne permettent pas de progresser sur la nature de ces édifices. Le grand bâtiment à l'est est sans conteste un temple (et même le seul et unique temple d'Athéna), les deux édifices quadrangulaires ont vraiment une allure de trésors, bien que Pausanias attende la montée dans le sanctuaire d'Apollon pour nous parler de trésors. Qu'en est-il alors des édifices restants : le bâtiment à double cella, le « temple » en calcaire et la célèbre tholos ? Pour chacun d'eux, on dénombre une foule d'hypothèses, plus ou moins sérieusement fondées.
Le premier, qui présente deux salles carrées contiguës reliées par un vestibule, a été appelé « salle des prêtres » (appellation sans fondement), « temple à double cella » (par comparaison avec d'autres édifices semblables, comme le temple double de Sta Lenika en Crète, auquel on peut ajouter l'édifice double d'Aliki, dans l'île de Thasos), « atelier de la tholos »atelier de la tholos » (l'absurdité a été démontrée par G. Roux). Plus récemment, Nancy Bookidis a émis l'hypothèse d'un hestiatorion (maison pour des banquets) par comparaison avec des exemples attestés. Ses observations sur la disposition décalée des portes rend cette hypothèse assez convaincante.
Le temple en calcaire présente une architecture singulière : colonnes en façade seulement, grande cella « vide », sans dallage, aucune décoration mais une perfection de taille qui correspond bien à l'architecture du IVe siècle av. J.-C. Entre le prodomos et la cella une grande baie triple fermée par des grilles (?) était ornée de pilastres ioniques. Le but était-il de laisser voir l'intérieur ?
Une fois abandonnée l'idée d'un nouveau temple d'Athéna, on peut songer à un autre temple : on sait qu'il existait à Delphes un temple d'Artémis, qui n'a pas été retrouvé,. Comme on peut aujourd'hui supposer qu'il n'a jamais existé qu'un seul temple d'Athéna (consolidé à une époque par l'insertion de murs entre les colonnes de l'angle nord-est), le sanctuaire de cette déesse a pu se borner à la terrasse qui supporte le temple et les autels situés à l'est (Pausanias n'en parle pas), et il est normal de trouver un temple d'une autre divinité en symétrique (Athéna et Artémis sont appelées « les Vierges blanches ». Le plan du « temple » en calcaire ressemble d'ailleurs beaucoup à celui de l'Artémision de Délos.
On pourrait à la rigueur ne pas voir un temple dans cet édifice : l'hoplothèque « en to pronaia » mentionnée par des comptes où l'on entreposait les parures d'Athéna? L'hypothèse est fragile.
C'est la tholos qui a probablement suscité le plus d'hypothèses, parmi lesquelles :
- Odéon (Thiersch). Curiosité.
- Prytanée (H. Pomtow, E. Bourguet). Aucun rapport avec un plan de prytanée.
- Héroon de Phylacos (Fr. Poulsen, R. Demangel). La nature circulaire de l'édifice oriente vers une interprétation funéraire ou héroïque, voire chtonienne. La tholos d'Epidaure contenait un cénotaphe. Mais Pausanias parle seulement d'un téménos et non d'un bâtiment. La localisation ne correspond pas non plus à l'indication donnée par Hérodote : "au-dessus du sanctuaire d'Athéna Pronaia".
- Temple d'Artémis (J. Bousquet). Il existait un temple d'Artémis, que l'on situe généralement dans cette région.
- Temple d'Athéna (G. Roux)
- Hoplothèque (L. Lerat)
- Temple des Vents (D. Laroche). À cause de la décoration sculptée de la toiture qui représente les huit vents.

Il serait trop long de développer ici tous les arguments et contre-arguments relatifs à chacune de ses hypothèses, dont aucune n'a emporté jusqu'à présent la conviction.
Les trois colonnes qui se dressent aujourd'hui à Marmaria conservent leur mystère.
D'après le style des sculptures (J. Marcadé), le monument daterait des alentours de 375 av. J.-C. Les colonnes remontées sont exceptionnellement élancées : lors de la publication on avait restitué un fût à quatre tambours seulement. Les auteurs de la reconstruction de 1938 ont assuré - ce qui est aujourd'hui invérifiable - qu'il fallait supposer l'existence d'un cinquième tambour.
Il est certain que la conception du monument tirait parti de connaissances mathématiques poussées, ce qui n'est pas surprenant à cette époque. Les quarante métopes extérieures et les quarante métopes couronnant le mur de la cella en faisaient un des monuments les plus ornés de l'antiquité grecque.
La toiture était originale : d'abord conçue sur un plan octogonal et réalisée entièrement en marbre, elle présentait des sculptures très exactement orientées sur les points cardinaux, comme la tour des vents à Athènes. La toiture fut refaite assez vite de façon simplifiée, sans doute en tuiles de terre cuite. Une étude récente semble montrer que la toiture était « en pagode », c'est-à-dire selon un profil curviligne comme celle du Ptolemaion de Lymira en Lycie.
L'intérieur de la tholos était décoré de colonnes corinthiennes adossées au mur, selon un système qui se répand au IVe siècle dans les grands temples péloponnésiens. Si la hauteur de la colonnade extérieure reconstruite est exacte, on doit rétablir un deuxième étage à cet ordre intérieur.
Pour compléter ce tour d'horizon, il faut rappeler qu'au moins deux édifices archaïques ont été construits puis détruits (ou démontés). Ils sont attestés par la présence de fûts de colonne très anciens réutilisés :
1. dans une terrasse ajoutée devant le trésor éolique lors de la mise en place des stèles inscrites autour des deux trésors
2. dans les fondations du temple d'Athéna en tuf.

Un texte de Plutarque signale par ailleurs un épisode delphique où l'on infligea une lourde amende à une famille delphienne, amende avec laquelle « on reconstruisit les temples du bas ». Lesquels, à quelle époque ?
Où se trouvait l'enclos (temenos) du héros Phylacos (5) ? Puisqu'il s'agit d'un enclos, on ne peut pas le confondre avec l'un des bâtiments signalés plus haut. Cet enclos a pu disparaître, ou se trouver dans une zone non fouillée.
La description par Pausanias de Marmaria est particulièrement succincte. Elle donne l'impression d'un lieu peu fréquenté et peu entretenu. On sait qu'à l'époque impériale, les édiles delphiques se plaignent de l'absence de ressources pour entretenir les monuments du sanctuaire.

### Le gymnase et Castalie
« Là où est la cour du gymnase (6) il y avait autrefois, dit-on, une forêt sauvage, et c'est là qu'Ulysse, venu voir Autolycos et chassant avec les enfants d'Autolycos, fut blessé au-dessus du genou par un sanglier. En tournant à gauche après le gymnase et en descendant sur une distance qui n'est pas supérieure, si je ne me trompe, à trois stades, on arrive au fleuve appelé Pleistos ; ce Pleistos descend jusqu'à Cirrha, le port de Delphes, où il se jette dans la mer. En montant du gymnase par la route qui conduit au sanctuaire, on trouve à droite la source Castalie (7), dont l'eau est agréable à boire ; la source tire son nom, selon les uns, d'une femme indigène, selon les autres, d'un homme, Castalios. Panyasis, fils de Polyarchos, dans son poème à Héraclès en vers hexamètre, fait de Castalie la fille d'Achélôos ; il dit en effet d'Héraclès : Il traversa, de ses pieds rapides, le Parnasse neigeux et parvint à l'eau divine de Castalie, fille d'Achélôos. J'ai aussi entendu dire que cette eau était un don du fleuve Céphise à Castalie ; c'est la version qu'Alcée a mise en vers dans son prélude à Apollon ; elle est appuyée notamment par les Liléens qui déposent, à jours dits, dans la source du Céphise des pâtisseries locales et d'autres objets définis par la tradition, et qui affirment que tout cela réapparaît ensuite à Castalie. »
Le gymnase de Delphes offre un des plus anciens exemples d'installation sportive complète, comportant une palestre, des pistes de course couverte (xyste) et découverte, une piscine. L'ensemble était essentiellement accessible par le bas, ce qui confirme la présence d'une route passant en contrebas de Marmaria. Le gymnase a été fouillé au début du siècle puis par Jeannoray dans les années 1930 (publication) et enfin dans les années 1980 sous la direction de E. Pentazos, directeur du Musée.
Castalie : On connaît aujourd'hui deux fontaines en rapport avec le ravin de Castalie. L'une, rupestre et connue depuis longtemps, l'autre, construite en contrebas de la première et retrouvée lors de travaux routiers en 1959. S'agit-il de deux états successifs de la fontaine Castalie, ou plutôt de deux installations de nature différente, par exemple sacrée et profane ? Celle du haut n'est plus accessible à cause de dangers d'éboulement. Celle du bas est visible en contrebas de la route moderne ; elle a été restaurée par l'architecte archéologue Orlandos et pose de nombreux problèmes d'interprétation.

### Le sanctuaire d'Apollon
« La ville de Delphes offre de toutes parts un site escarpé, et, de même que la ville, l'enceinte sacrée d'Apollon. Cette enceinte est vaste et domine l'agglomération ; des ouvertures y ont été pratiquées à intervalles rapprochés. »
On a reconnu en partie des vestiges de la ville à l'ouest, à l'est et au sud du sanctuaire. La ville semble s'être étendue des deux côtés du ravin de Castalie, mais elle a été très peu fouillée. À l'ouest et à l'est trois portes sont conservées, permettant d'accéder à différents niveaux du sanctuaire.
L'enceinte, appelée péribole, est un mur massif qui soutient les terrasses du sanctuaire surplombant la ville, ce qui permettait effectivement, comme le dit Pausanias, aux offrandes de dominer les habitations environnantes.

### La base de Phaÿllus de Crotone
« Parmi les offrandes, je mentionnerai celles qui me paraîtront vraiment dignes d'intérêt. Quant aux athlètes, et à tous les musiciens de concours dont le nom même ne dira rien à la plupart des hommes, je n'ai pas jugé à propos de m'y arrêter ; parmi les athlètes, d'ailleurs, tous ceux qui se sont distingués par quelque exploit, je les ai fait connaître dans les chapitres consacrés à l'Élide. Je signalerai seulement ici Phayllos de Crotone, qui n'a pas remporté de victoire à Olympie, mais qui à Pythô en enleva deux au penthatyle et une troisième à la course du stade ; il lutta sur la mer contre le Mède avec un navire qu'il avait équipé à ses frais et sur lequel il embarque tous les Crotoniates qui se trouvaient en Grèce ; il a sa statue à Delphes (8). Voilà pour ce qui concerne le Crotoniate. »
On a cru pendant longtemps avoir retrouvé la base de l'athlète Phaÿllus de Crotone : une grande base circulaire en marbre portant le nom des Crotoniates. Il s'est avéré que cette base, qui se trouvait en face de l'autel, sur une fondation auparavant attribuée au trépied de Platées, n'a aucun rapport avec Phaÿllus. Commémorant peut-être la victoire des Crotoniates sur Sybaris (510 av. J.-C.), cette offrande portant un très grand trépied - et peut-être un groupe sculpté sous le trépied - a inspiré le monnayage de Crotone.

### Le taureau des Corcyréens
« En entrant dans le téménos on trouve un taureau de bronze, œuvre de Théopropos d'Égine et offrande des Corcyréens. On raconte qu'à Corcyre un taureau avait abandonné les génisses de son troupeau et était descendu du pâturage pour aller mugir au bord de la mer ; comme le même fait se reproduisait tous les jours, le vacher descendit jusqu'à la mer et y vit une masse de poissons - des thons - en nombre inouï ; il le fit savoir aux Corcyréens de la ville, qui se donnèrent bien du mal pour capturer les thons, mais en vain ; ils envoient alors des théores à Delphes, à la suite de quoi ils sacrifient à Poséidon le taureau, et, aussitôt après le sacrifice, ils capturent les poissons ; les offrandes d'Olympie et de Delphes représentant la dîme de cette pêche. »
La base du taureau se dresse à l'emplacement indiqué par Pausanias, à droite de la voie montante, mais les assises supérieures du monument ont disparu. Il est possible que la base ait été déplacée ou restaurée dans l'antiquité : elle porte en effet des crampons plus récents que la date supposée de consécration de l'offrande.

### La base des Arcadiens
« Ensuite se voient, offrande des Tégéates sur le butin pris aux Lacédémoniens, un Apollon et une Niké, avec les héros indigènes, Callistô, fille de Lycaon, Arcas, éponyme de leur patrie, les enfants d'Arcas, Élatos, Apheidas et Azan, et après eux Triphylos ; la mère de celui-ci n'était pas Eratô, mais Laodamie, fille d'Amyclas, roi de Lacédémone ; près de Tryphilos se trouve son fils Érasos. Les auteurs de ces statues sont Pausanias d'Apollonie, à qui l'on doit Apollon et Callistô, Dédale de Sicyone, qui a fait Niké et Arcas, Antiphanès d'Argos et Samolas d'Arcadie ; ce dernier est l'auteur de Triphylos et d'Azan, et l'Argien, d'Élatos, d'Apheidas et d'Érasos. Les Tégéates envoyèrent cette offrande après avoir fait prisonniers les Lacédémoniens qui les avaient attaqués. »
La précision des indications de Pausanias, vérifiables sur les pierres retrouvées, montre que ces informations ont bien été consignées sur place. L'offrande des Tégéates (ou, plus généralement, des Arcadiens) est d'un type courant à Delphes : représentation généalogique de héros associés au dieu de Delphes et, ici, à une Victoire. La base est bien conservée et bien datée (victoire d'Epaminondas sur les Lacédémoniens en 369 av. J.-C.).

### Le monument de Lysandre ( ouBase des Navarques)
La localisation du « monument de Lysandre » a été un des sujets les plus débattus depuis la fouille. Sans rentrer dans le détail des polémiques scientifiques, rappelons que pendant longtemps on a voulu placer cette offrande dans le grand portique situé en arrière des Arcadiens, portique dont Pausanias apparemment ne parle pas.
Néanmoins Georges Roux et Jean-François Bommelaer ont montré l'impossibilité matérielle de cette localisation. Comme l'écrit Pausanias, l'offrande lacédémonienne est bien « en face des Arcadiens ». Bien qu'un certain nombre de blocs portant les statues aient été retrouvés, la restitution de cette offrande monumentale reste très discutée. Elle occupait très certainement la terrasse aménagée à gauche après l'entrée du sanctuaire, sans qu'on puisse pour l'instant préciser son allure.

### Cheval dourien et base de Marathon
« X. Sur le socle qui est en contrebas du « cheval de bois » une inscription dit que les statues ont été consacrées sur la dîme de la bataille de Marathon. Ce sont Athéna, Apollon, et l'un des généraux, Miltiade ; de ceux que les Athéniens appellent « héros » sont représentés Érechthée, Cécrops, Pandion ainsi que Léos et Antiochos, fils d'Héraclès et de Méda, fille de Phylas ; puis Égée et, parmi les fils de Thésée, Acamas ; leur nom ont été donnés aux tribus d'Athènes conformément à un oracle venu de Delphes. Il y a là aussi Codros, le fils de Méléanthos, Thésée et Philaios, mais ce ne sont pas des Éponymes. Toutes les statues que je viens d'énumérer sont l'œuvre de Phidias, et elles représentent bien en effet, elles aussi, la dîme de la bataille. Plus tard les Athéniens envoyèrent à Delphes les statues d'Antigone, de son fils Démetrios et de Ptolémée d'Égypte, la dernière par dévotion envers ce prince, celles des deux macédoniens à cause de la crainte qu'ils inspiraient. »
Comme le monument de Lysandre, l'offrande athénienne, appelée par les modernes « base de Marathon du bas » pour la distinguer d'une base comparable située devant le trésor des Athéniens, n'est plus visible sur place. Néanmoins on peut, d'après des blocs de fondation, la restituer sous forme d'une grande base allongée (14 mètres) ayant porté treize puis seize statues à la file : deux dieux, Athéna et Apollon, le vainqueur de Marathon Miltiade, dix héros athéniens et les trois souverains hellénistiques honorés par les Athéniens et ajoutés ultérieurement.
Puisque l'auteur des statues d'origine était Phidias, cela veut dire que la consécration a été faite plusieurs dizaines d'années après la bataille.

### Offrandes argiennes
« Près du cheval il y a encore une autre offrande argienne ; ce sont les chefs qui accompagnèrent Polynice dans l'expédition contre Thèbes (14) : Adraste, fils de Thalaos ; Tydée, fils d'Oineus ; les descendants de Proitos, Capanée, fils d'Hyponoos; et Étéocle, fils d'Iphis ; Polynice et le fils de la sœur d'Adraste, Hippomédon ; tout auprès est le char d'Amphiaraos (15) ; la dernière statue de cette offrande représente Alithersès. Toutes sont l'œuvre d'Hypatodoros et d'Aristogiton et faites, à ce que disent les Argiens, avec le butin de la victoire remportée par eux-mêmes et avec l'aide de renforts athéniens sur les Lacédémoniens à Œnoé d'Argolide. C'est à l'occasion de la même affaire, si je ne me trompe, que les Argiens ont consacré le groupe de ceux que les grecs appellent Épigones (16) ; il y a là leur statues : Sthénélos et Alcméon, ainsi honoré, je suppose, en raison de son âge, de préférence à Amphilocos ; puis  Promachos, Thersandros, Aigialeus et Diomède ; dans l'intervalle entre Diomède et Aigialeus se trouve Euryale. 5 En face se trouvent d'autres statues (17) ; elles ont été consacrées par les Argiens lorsqu'ils participèrent avec les Thébains et Epaminondas à la fondation de Messène ; ce sont les statues de héros, Danaos d'abord, le plus puissant des rois qui ont régné à Argos, Hypermestra comme ayant seule parmi ses sœurs conservé les mains pures, près d'elle Lyncée et toute la suite de leur postérité jusqu'à Héraclès en passant par Persée. »
Les offrandes argiennes se répartissent sur trois bases situées à gauche et à droite de la voie.
À gauche : le socle du cheval de Troie (13), dont la fondation a été identifiée et dont l'allure générale est connue. Une mortaise pour un pied du cheval suggère une offrande de grandes dimensions.
La base semi-circulaire portant les « Sept contre Thèbes » (14), le char d'Amphiaraos (15) au centre, et les « Epigones » (16), aussi au nombre de sept.
Sur le côté opposé, les Argiens avaient établi une sorte de pendant, en creux, de la base semi-circulaire décrite précédemment. Sur la partie gauche étaient exposés ceux que l'on appelle les « Rois d'Argos » (17). Le monument a été restauré par l'architecte Martin Schmid.

### Base des Tarentins du bas
« Ce sont les Tarentins qui ont offert les chevaux de bronze et les statues de femmes captives, sur le butin pris aux Messapiens, barbares limitrophes de Tarente ; l'auteur en est Agéladas d'Argos. Tarente est une colonie macédonienne, dont le fondateur fut Spalanthos de Sparte. »
Quelques plaques portant des trous pour de statues ont été retrouvées. On reconnaît des empreintes de statues humaines et des pieds de chevaux. L'offrande était placée le long de la voie montante (parfois abusivement appelée « voie sacrée ».

### Trésor de Sicyone
«  XI. Près de l'offrande des Tarantins se trouve le trésor de Sicyone ; mais il n'y a pas d'argent à l'intérieur, ni dans aucun autre des trésors. »

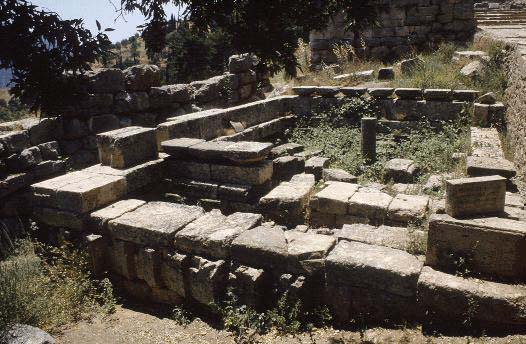
La fondation du trésor de Sicyone.

Du trésor de Sicyone ne sont aujourd'hui visibles que les fondations. Celles-ci ont intégré les blocs provenant de deux édifices antérieurs, qui ont pu être étudiés grâce au démontage de la fondation. Paradoxalement, il ne reste plus rien de l'édifice vu par Pausanias alors qu'on connaît bien les deux édifices dont Pausanias ne pouvait soupçonner l'existence, remployés sous le sol.
Le trésor lui-même était d'un type répandu, dorique, en tuf, avec sans doute deux colonnes en façade. La réutilisation de blocs d'édifices détruits est un phénomène courant dans les sanctuaires grecs qui peut s'expliquer, soit pour des raisons religieuses soit pour des raisons pratiques.
L'un des édifices était une tholos, comme celle de Marmaria, en plus petit. L'autre un monoptère (littéralement : colonnade seule) décoré avec des métopes représentant notamment des scènes mythologiques et des exploits, notamment de Castor et Pollux. On ignore la destination de ces édifices ni leurs dédicants (Sicyone également ?). La date doit être autour de 580-560 av. J.-C.,.

### Base cnidienne
«  Les Cnidiens ont envoyé à Delphes les statues de Triopas, le fondateur de Cnide, debout à côté de son cheval, de Létô, et d’Apollon et d'Artémis lançant leurs traits contre Tityos, dont le corps porte déjà des blessures. Ces statues se dressent à côté du trésor de Sicyone.  »
Un bloc a été récemment identifié, provenant de cette base.
Si l'emplacement assigné au trésor de Cnide est exact (voir plus bas), alors cette offrande cnidienne était située en contrebas du trésor de la cité.

### Trésor de Siphnos
« Les Siphniens eux aussi ont construit un trésor, pour la raison que voici. Ils exploitaient dans leur île des mines d'or et le dieu les invita à porter à Delphes la dîme des revenus ; alors ils construisirent le trésor et s'acquittèrent régulièrement de la dîme. Dans la suite comme ils avaient, par avarice, cessé de payer ce tribut, la mer déborda et recouvrit les mines. »
Après une période d'hésitation, on a finalement assigné au trésor de Siphnos les restes d'un édifice ionique en marbre des îles, richement décoré. Ce trésor est célèbre pour la qualité de ses frises sculptées, parmi les plus achevées de l'art archaïque, exposées au musée archéologique de Delphes. Comme la date (525 av. J.-C.) est à peu près assurée pour des raisons historiques. Les spécialistes ont donc avec ce monument un des rares repères chronologiques pour cette période de l'histoire de l'art. Pausanias ne parle ni de ces frises, ni des caryatides qui faisaient office de support en façade.

### Offrande liparéenne
« Les Liparéens ont consacré eux aussi des statues humaines, après avoir triomphé des Tyrrhéniens dans une bataille navale ; ces Liparéens étaient des colons de Cnide, et le chef de la colonie fut d'ailleurs, dit-on, un Cnidien, qui s'appelait Pentathle d'après ce qu'écrit Antiochos de Syracuse, fils de Xénophane, dans son ouvrage sur la Sicile. Selon le même écrivain ils avaient d'abord fondé une ville en Sicile sur le promontoire Pachynos, mais ils en furent chassés par les Élymes et les Phéniciens à la suite d'une guerre et occupèrent alors, soit qu'elles fussent désertes, soit après en avoir chassé les habitants, les îles que les poésies homériques et nous-mêmes encore appelons îles d'Éole. Ils fondèrent dans celle de Lipara une ville où ils habitent, et ils cultivent Hiéra, Strongylé et Didymes où ils passent en barque. À Strongylé un feu qui sort de la terre est visible ; même, à Hiéra, une flamme s'allume parfois spontanément sur les hauteurs de l'île et, sur le bord de la mer, il y a des bains chauds, excellents, pour peu, que l'on prenne la précaution d'entrer doucement dans l'eau, car autrement leur température est insupportable. »
Offrande que l'on a coutume d'appeler « Liparéens du bas », pour la distinguer d'une autre offrande liparéenne, mentionnée par Pausanias près du temple.

### Trésors des Thébains, des Athéniens et des Cnidiens (25)
« Le trésor des Thébains a pour origine une action guerrière, de même que celui des Athéniens ; quant aux Cnidiens je ne sais s'ils ont construit le leur à l'occasion d'une victoire ou comme témoignage de prospérité ; les Thébains ont élevé leur trésor sur le butin de la bataille de Leuctres, et les Athéniens le leur sur les dépouilles de ceux qui sous la conduite de Datis avaient débarqué à Marathon. »
Visiblement Pausanias s'intéresse plus aux statues qu'aux édifices ou à l'architecture d'une manière générale. Le trésor de Thèbes, établi en surplomb sur le mur d'enceinte sud, a été reconnu grâce aux inscriptions gravées dessus concernant en majorité des Thébains. Construit avec une précision remarquable en calcaire de Saint-Elie, il est typique par sa sobriété de l'architecture delphique du IVe siècle av. J.-C. Il ne comporte pas de colonnes en façade mais une porte. L'espace entre les deux portes était éclairée et ventilé par une fenêtre.
Concernant le trésor des Athéniens, célèbre aujourd'hui en raison de sa reconstruction en 1905, Pausanias n'est pas plus disert. Il ne parle pas de la base portant les statues des héros éponymes qui étaient placée devant le côté sud, bien en vue, ni de la sculpture qui ornait le bâtiment lui-même, surtout les métopes représentant les exploits de Thésée et Héraclès. La base en avant porte une inscription mentionnant les dépouilles de la bataille de Marathon (ce qui a pu renseigner Pausanias), mais le trésor lui-même ne présente pas de dédicace, ce qui a fait dire à plusieurs spécialistes (G. Bankel) que le bâtiment était plus ancien. À l'époque de Pausanias, une clôture composée de cippes en pierre le long de la terrasse construite devant le trésor masquait presque complètement sa façade est, aujourd'hui si prisée des touristes.
Quant au trésor de Cnide, on le replace traditionnellement, mais sans preuve, sur une fondation en face du trésor des Athéniens. Contrairement aux deux précédents, il n'a pas été encore publié. Quelques pierres en marbre et surtout une partie de l'architrave inscrite, montrent que l'édifice était de style ionique (avec ou non des caryatides en façade ?) bien que Cnide soit une fondation dorienne.

### Le bouc des Cléoniens
« Les Cléoniens furent victimes, comme les Athéniens, d'une maladie pestilentielle ; se conformant à un oracle de Delphes, ils sacrifièrent un bouc au Soleil, au moment où il se lève, et, délivrés en effet de la maladie, ils envoyèrent à Apollon un bouc de bronze. »

### Trésors de Potidée (27) et de Syracuse (28)
« Les Potidéates de la Thrace et les Syracusains ont fait ériger chacun un trésor, les premiers par pure dévotion envers le dieu, et les Syracusains après l'éclatante défaite de l'armée athénienne.  »
Le trésor de Potidée est traditionnellement identifié avec la fondation qui se trouve derrière le trésor des Athéniens, sans rien qui puisse prouver ce rapprochement. Après le trésor des Athéniens, Pausanias n'a pas dû prendre la voie touristique actuelle, qui est postérieure à l'époque païenne, mais il a dû se diriger vers l'escalier dit « de la Dolonie » qui permet de contourner l'espace sacré de l'Aire.
Le long du chemin qu'a emprunté Pausanias pour se diriger vers l'ouest, pouvaient se trouver d'autres trésors : de l'un reste encore une fondation tournée vers le nord (« Eolique anonyme » sur la plupart des plans du sanctuaire) ; une autre fondation subsiste, près de la petite porte est (fondation anciennement attribuée à tort au trésor de Cyrène). C'est dans cette région qu'on cherchera les deux trésors mentionnés par Pausanias, dont aucune pierre n'a été formellement reconnue.

### Portique des Athéniens
« Les Athéniens eux-mêmes ont fait ériger un portique avec le produit du butin qu'ils firent sur les Péloponnésiens et les autres peuples de la Grèce qui étaient alliés avec eux. On y voit des proues de vaisseaux avec leurs ornements et des boucliers en cuivre ; dessus est une inscription qui nous fait connaître les villes sur lesquelles les Athéniens firent ce butin ; ces villes sont Élis, Lacédémone, Sicyone, Mégare, Pellène dans l'Achaïe ; Ambracie, Leucade et Corinthe elle-même. Ce fut, à ce que je pense, à la suite de ces victoires navales que les Athéniens sacrifièrent à Thésée et à Poséidon sur le promontoire Río. L’inscription roule sur Phormion, fils d'Asopichos, et sur ses exploits.  »
On a enfin ici un repère assuré. Le portique des Athéniens est l'un des monuments les plus anciennement connus, fouillé dès le début du XIXe siècle.
En revanche, l'occasion de la consécration pose problème : d'après Pausanias il s'agit de la guerre du Péloponnèse alors que le style de l'édifice et de la dédicace remonteraient, selon P. Amandry, à l'époque des guerres médiques.
30 : Rocher de la Sibylle
« On voit près de là une roche qui s'élève au-dessus de la terre ; les Delphiens assurent qu'Hérophile surnommée la Sibylle, se tenait sur cette roche pour chanter ses oracles. » 
(Histoire de la Sibylle)
CHAPITRE XIV
[1] Les haches qu'on voit ensuite sont une offrande de Périclytos, fils d'Eutymachos, Ténédien.
Offrande non identifiée. Voir Ténès, fils de Cycnos, à l'origine mythique de l'île de Ténédos.

### Apollon de Salamine
[5] Les Grecs, après la guerre contre le roi des Perses, dédièrent à Olympie un Zeus en bronze ; ils dédièrent aussi à Delphes une statue d'Apollon pour les victoires navales qu'ils avoient remportées vers Artémison et à Salamine.
(rapports de l'oracle avec Thémistocle)
La base de l'Apollon de Salamine a été tardivement reconnue, car on avait attribué à tort le bloc principal, portant la dédicace et la signature du bronzier Théopropos d'Egine, au Taureau de Corcyre, situé à l'entrée du sanctuaire. Cette base, aujourd'hui remontée à son emplacement approximatif en face de l'autel, porte les traces du scellement de deux grands pieds permettant de restituer une statue d'environ 6 m de haut, ce qui correspond aux indications donnée par Hérodote, qui mentionne également cette offrande.
A. Jacquemin, D. Laroche, Une base pour l'Apollon de Salamine, BCH 112 (1988), p. 235-246.
L'expédition des Barbares contre la Grèce se trouve prédite dans les oracles de Bacis, et il en avait été question même auparavant dans ceux d'Euclus. [7] On voit tout auprès du grand autel un loup en bronze, offrande des Delphiens ; ils racontent qu'un homme ayant volé de l'or consacré au dieu, alla, en l'emportant, se cacher dans l'endroit du Parnasse le plus garni d'arbres sauvages, et qu'un loup, survenu pendant qu'il dormait, le tua. Ce loup venant tous les jours hurler dans la ville, les habitants crurent que la volonté divine y était pour quelque chose ; ils le suivirent donc, et ils retrouvèrent l'or sacré ; ce fut en mémoire de cela qu'ils consacrèrent au dieu ce loup en bronze.
Statue de Phryné
[1] La statue dorée de Phryné est l'ouvrage de Praxitèle, qui était aussi un de ses amants ; c'est Phryné elle-même qui l'a dédiée.
Phryné était une courtisane, célèbre pour sa beauté. Elien (Histoires diverses, IX, 32) affirme que cette statue était sur une colonne élevée. Ce type de monument sera fréquent à partir de l'époque hellénistique.
CHAPITRE XV
Apollon des Epidauriens et des Mégaréens
Après Phryné viennent deux statues d'Apollon, dont l'une est une offrande des Épidauriens de l'Argolide après la défaite des Mèdes; les Mégaréens dédièrent l'autre, lorsqu'ils eurent vaincu les Athéniens vers Nisée.
Bœuf des Platéens
On voit dans le même endroit un bœuf que les Platéens offrirent lorsque de concert avec les autres Grecs, ils eurent vaincu Mardonios, fils de Gobryas, dans leur propre pays.

### Apollon d'Héraclée et Apollon Sitalcas
On trouve ensuite deux autres Apollon, dont l'un est un don des Héracléotes du Pont-Euxin, et l'autre a été offert par les Amphictyons qui le firent faire de l'amende à laquelle furent condamnés les Phocéens pour avoir cultivé le terrain consacré au dieu. [2] Les Delphiens donnent à cet Apollon le surnom de Sitalcas ; il a trente-cinq coudées de haut ;
La première offrande n'a pas été reconnue. La seconde pose problème en raison de sa taille prodigieuse. Trente-cinq coudées font seize mètres environ, ce qui ferait de cet Apollon une des plus grandes statues grecques antiques. Un compte de Delphes parle de la « grande statue » mais il est impossible de savoir s'il s'agit de la même œuvre.
Est-ce à dire qu'il faut comprendre que le monument, avec la statue, s'élevait à seize mètres de haut ? Ce serait plus raisonnable, et la colonne dite "des danseuses" fournirait un parallèle mais il faut avouer que la mention de cette offrande reste une énigme de la topographie delphienne.
plusieurs statues de généraux qui viennent ensuite, celles d'Artémis, d'Athéna et les deux d'Apollon, ont toutes été offertes par les Étoliens après la défaite des Gaulois. L'expédition des Gaulois, leur passage d'Europe en Asie, et les ravages qu'ils y commirent, tout cela avait été prédit par Phennis une génération auparavant. Voici sa prophétie : Alors une redoutable armée [3] de Gaulois, traversant le détroit de l'Hellespont, ravagera impitoyablement l'Asie ; les dieux réservent un sort encore bien plus malheureux à ceux qui habitent les rivages de la mer ; mais pour peu de temps ; car Jupiter leur suscitera bientôt pour vengeur le fils chéri du taureau divin, qui exterminera tous les Gaulois. Le fils du taureau est Attale, roi de Pergame, que l'oracle nomme aussi Taurocéros (aux cornes de taureau).
À ce moment de la visite, Pausanias voit probablement la statue d'Attale. Il peut s'agir de celle qui se trouvait sur un pilier à l'angle de la terrasse attalide, mais il peut s'agir d'une autre statue du roi, car en ce lieu ("le plus en vue" disent les inscriptions de Delphes) abondent les effigies de souverains hellénistiques.
Les généraux de Phères
[4] Les Phéréens ayant mis en fuite la cavalerie Athénienne, placèrent auprès d'Apollon les généraux de leur cavalerie, à cheval.

### Le palmier de l'Eurymédon
Le palmier de bronze et la statue dorée d'Athéna, qui est sous ce palmier, ont été dédiés par les Athéniens à la suite des deux victoires qu'ils remportèrent dans le même jour, l'une sur terre vers les bords du fleuve Eurymédon, et l'autre sur le fleuve même avec leurs vaisseaux. [5] L'or dont cette statue est couverte est altéré en plusieurs endroits, ce que j'attribuais au crime de quelques impies ou de quelques brigands; mais Clitodémus, le plus ancien de tous ceux qui ont écrit sur l'histoire particulière de l'Attique, raconte dans son ouvrage que lorsque les Athéniens préparaient leur expédition contre la Sicile, on vit paraître à Delphes une foule incroyable de corbeaux qui se jetèrent sur cette statue et en arrachèrent l'or avec leurs becs ; il ajoute qu'ils brisèrent la pique de la déesse, la chouette et les fruits qu'on avait mis sur les palmiers, à l'imitation des fruits naturels : [6] Clitodémus rapporte encore d'autres présages qui devaient détourner les Athéniens de cette expédition.
P. Amandry. a proposé de placer cette offrande sur une fondation carrée située au Nord-Est du temple. Celle-ci supportait un objet cylindrique ancré profondément, qui pourrait être le palmier, mais l'emploi de conglomérat est surprenant à l'époque classique.
Le char de Battos
Les Cyrénéens ont placé à Delphes un char sur lequel est Battos, qui les amena, par mer, de Théra dans la Libye ; le char est conduit par Cyrène : Battos est dessus avec la Libye qui le couronne ; le tout est l'ouvrage d'Amphion, Gnossien, fils d'Acestor. [7] On dit qu'après avoir fondé Cyrène, Battos fut guéri de sa difficulté à parler de la manière suivante : Les Cyrénéens parcourant le pays, il aperçut un lion dans un endroit très reculé et encore désert ; la frayeur qu'il eut de cet animal lui fit jeter un cri très fort et bien articulé.
On voit à peu de distance de Battos un antre Apollon que les Amphictyons ont aussi fait faire du produit d'une amende à laquelle les Phocidiens avaient été condamnés envers le dieu.

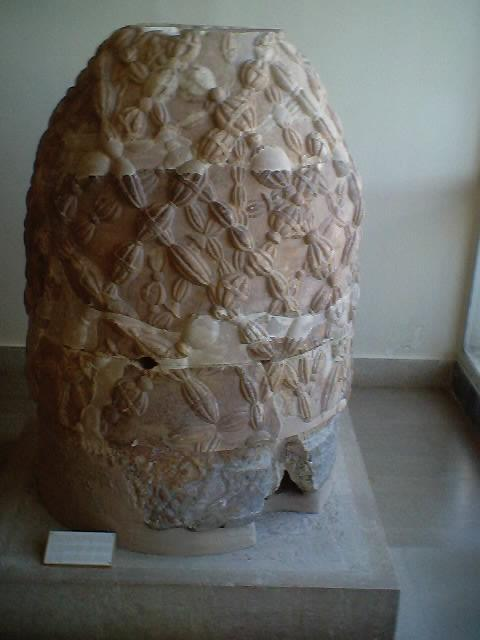
Pierre longtemps interprétée comme omphalos, provenant de la colonne "aux danseuses"

CHAPITRE XVI
[1] De tous les dons que les rois des Lydiens avaient envoyés à Delphes, il n'y reste plus que la soucoupe de fer qui supportait la coupe offerte par Halyatte. Cette soucoupe est l'ouvrage de Glaucos de Chio, qui a inventé l'art de souder le fer; chacune des lames qui la composent est attachée aux autres, non par des pointes ni par des clous, mais seulement par la soudure qui les unit toutes les unes aux autres. [2] Elle est en forme de tour, large par le bas, et s'étrécissant jusqu'en haut ; les côtés ne sont pas pleins, ce sont des bandes de fer transversales, les unes au-dessus des autres, comme les barreaux d'une échelle ; les lames de fer qui forment les montants se renversent en dehors par le haut : c'était là-dessus qu'on posait la coupe.

### L'omphalos
[3] Ce que les Delphiens nomment le nombril est en marbre blanc ; c'est, à ce qu'ils prétendent, le milieu de la terre, et Pindare a dit la même chose qu'eux dans une de ses odes.
On est surpris de cette mention de l'omphalos qui intervient au milieu de la description d'offrandes placées autour du temple, car l'omphalos était réputé se trouver dans le temple.
Pausanias parle-t-il d'une représentation de l'omphalos et non de l'original ? Pendant longtemps on a cru qu'il parlait d'une réplique célèbre aujourd'hui exposée au musée, mais on sait aujourd'hui que cette pierre représentée avec son agrenion (bandelettes entrelacées) se trouvait juchée au sommet de la colonne dite « des danseuses » et représentait un Apollon iconique et non un omphalos.
Jacquemin & Laroche, Apollon à Delphes au IVe siècle, BCH 144.1 (2020)
On peut aussi imaginer qu'il voit l'omphalos, abrité sous le temple tout en étant visible de l'extérieur.
On a proposé de le placer au milieu du pronaos (J. Bousquet) ou sur une grande base à l'arrière du temple (P. Amandry).
Quoi qu'il en soit, la question de l'emplacement de l'omphalos a fait, et continuera à faire couler beaucoup d'encre.
P. Amandry, Où était l'omphalos ? Colloque P. Perdrizet. Strasbourg, 1991
Offrande lacédémonienne
[4] Les Lacédémoniens ont dédie dans le même endroit une statue, ouvrage de Calamis ; elle représente Hermione, fille de Ménélas, épouse d'Oreste, fils d'Agamemnon, et qui avait été mariée précédemment à Néoptolème, fils d'Achille.
Statue d'Eurydamos
Les Étoliens y ont aussi placé Eurydamos, général qui les commanda dans la guerre contre les Gaulois.
La chèvre d'Elyros
[5] Elyre est une ville qui subsiste encore aujourd'hui dans les montagnes de Crète ; cette ville envoya à Apollon une chèvre de bronze que l'on a aussi mise en ce lieu. La chèvre semble donner à téter à deux enfants qui sont Phylacis et Phylandre. On tient qu'ils étaient fils d'Apollon et de la nymphe Acacallis, dont le Dieu sut gagner les bonnes grâces dans la ville de Tarrha, et dans la maison de Carmanor.
Bœuf des Carystiens
[6] On voit ensuite un bœuf de bronze donné par les Carystiens de l'île d'Eubée, lorsqu'ils furent vainqueurs des Perses. Eux et les Platéens ont consacré un bœuf à Apollon, par la raison, si je ne me trompe, qu'ayant chassé de leur pays les Barbares, leur fortune en devenait plus stable, et qu'ils pouvaient désormais cultiver leurs terres en toute sûreté.
 Offrande étolienne 
Suivent les statues de plusieurs capitaines, avec un Apollon et une Artémis ; c'est un monument de la victoire que les Etoliens remportèrent sur leurs voisins les Acarnaniens.
On connait de nombreuses offrandes étoliennes à Delphes : longue exèdre, monuments à deux colonnes, etc.
Peut-être l'une d'entre a-t-elle porté les statues décrites ici par Pausanias.
Offrande des Liparéens
[7] On raconte une aventure fort singulière arrivée aux Liparéens. La Pythie leur avait ordonné de ne combattre la flotte des Tyrrhéniens qu'avec un petit nombre de vaisseaux. En conséquence de cet ordre, ils ne mirent que cinq galères en mer. Les Tyrrhéniens de leur côté, se voyant pour le moins aussi entendus que leurs ennemis dans la marine, parurent avec un égal nombre. Mais leurs cinq galères furent prises. Ils en armèrent cinq autres qui eurent encore le même sort. Enfin ils tentèrent le combat jusqu'à quatre fois, toujours avec le nombre de cinq galères, et à chaque fois ils les perdirent. En mémoire d'un événement si extraordinaire et si heureux, les Liparéens envoyèrent à Delphes autant de statues d'Apollon qu'ils avaient pris de bâtiments sur leurs ennemis.
Cette offrande a été reconnue : il s'agit d'une longue base qui probablement couronnait le mur dit « polygonal » (en réalité seul son puissant soubassement est polygonal), c'est-à-dire le mur de soutènement de la terrasse du temple.
F. Courby, FD II, La terrasse du temple, p.
L'Apollon d'Echécratidès
[8] À la suite de ces statues, on voit un petit Apollon qui a été consacré par Echécratidès de Larisse. On tient même que c'est la plus ancienne offrande qui ait été faite au Dieu.
Statue de Sardos
Chapitre XVII
[1] Ces Barbares qui sont au couchant et qui habitent la Sardaigne ont aussi voulu honorer le Dieu par un hommage public, en lui consacrant une statue de bronze qui représente leur fondateur.
(Long excursus sur la Sardaigne...)
Aucun élément sur le site n'est attribué à cette offrande.
Chapitre XVIII
Base de Callias
[1] Près de la statue de Sardos, on voit un cheval de bronze, avec une inscription qui porte que c'est Callias, athénien fils de Lysimachidès, qui a fait cette offrande aux dépens des Perses, sur qui il avait remporté des dépouilles considérables.
Athéna des Achéens
L'Athéna qui suit fut donnée par les Achéens, lorsqu'ils prirent Phana ville d'Etolie.
(histoire du siège de Phana)
Pas de vestiges identifiés.
Apollon des Rhodiens
[4] L'Athéna des Achéens est suivie d'un Apollon donné par ces Rhodiens qui habitent la ville de Lindos.
Offrande non identifiée
Ane des Ambraciotes
Un peu plus loin vous voyez un âne de bronze consacré par les Ambraciotes, au sujet d'une victoire qu'ils remportèrent sur les Molosses durant la nuit. (l'histoire de l'âne...)
Offrande non identifiée
Base des Ornéates
[5] Les habitants d'Ornée dans l'état d'Argos se voyant extrêmement pressés par les Sicyoniens, firent vœu à Apollon que s'ils pouvaient les chasser de leur pays, ils lui enverraient tous les jours à Delphes un certain nombre de victimes en grande pompe et solennité. Ensuite pleins de confiance, ils combattent les Sicyoniens et les défont. Mais l'embarras fut d'accomplir leur vœu ; car outre la dépense, cette pompe à laquelle ils s'étaient obligés causait chaque jour beaucoup de peine et de fatigue. Ils imaginèrent donc de s'acquitter une fois pour toutes, et ce fut en envoyant à Delphes un tableau qui représentait le pompeux sacrifice qu'ils avaient voué à Apollon ; c'est ce que l'on voit encore gravé sur le bronze.
Heraclès et l'hydre, offrande de Tisagoras
[6] Près de ce tableau vous voyez un des travaux d'Heraclès, c'est son combat contre l'hydre. Ce monument est tout à la fois un ouvrage et un présent de Tisagoras. L'hydre et l'Heraclès sont de fer. On comprend aisément combien il est difficile de mettre le fer en œuvre, quand il s'agit d'en faire une statue. Aussi, quel qu'ait été ce Tisagoras, on ne peut assez admirer cet ouvrage, de même que ces têtes de lion et de sanglier que l'on a consacrées à Bacchus, dans la ville de Pergame, et qui sont de fer aussi.
Offrande non retrouvée.
Le lion d'Elatée
[7] Elatée ville de la Phocide, étant assiégée par Cassandre, Olympiodore envoyé à son secours par les Athéniens fit lever le siège à ce prince. La ville, en action de grâces, donna un lion de bronze à Apollon de Delphes. Ce lion est placé dans le même rang que les statues dont je viens de parler. Auprès, c'est un Apollon donné par les Massiliens, comme la dixième partie des dépouilles remportées sur les Carthaginois, qu'ils avaient vaincus dans un combat naval. Là se voit aussi un trophée érigé par les Etoliens, avec une statue de femme armée, qui représente l'Etolie. Ce monument a été consacré aux dépens des Gaulois, que les Etoliens obligèrent de payer une grosse contribution, à cause des cruautés qu'ils avaient exercées contre la ville de Callion. Vous voyez ensuite une statue d'or, donnée par Gorgias de Léontium, et c'est Gorgias lui-même qu'elle représente.
Offrande non identifiée.
Chapitre XIX
Scyllis de Chios
[1] Immédiatement après cette belle statue, on voit celle de Scyllis de Chios, le plus habile plongeur qui fut jamais. Il avait appris à Cyana sa fille l'art de plonger comme lui dans les endroits les plus profonds de la mer.
[2] L'un et l'autre voyant la flotte de Xerxès battue d'une horrible tempête près du mont Pélion, ils se jetèrent à la mer et ayant arraché les ancres qui retenaient les galères de Xerxès, ils lui causèrent par là une perte infinie. Les Amphictyons, pour éterniser la mémoire d'un si grand service, érigèrent au père et à la fille des statues dans le temple d'Apollon. Mais parmi les statues que Néron enleva de Delphes, pour les transporter à Rome, celle de Cyana fut du nombre. Pour le dire en passant, on prétend que les filles peuvent plonger dans la mer sans que leur virginité en souffre aucune atteinte.
La base n'a pas été reconnue.
Dionysos des Méthymnéens
[3] L'ordre de ma narration veut maintenant que je fasse part au lecteur d'une chose que j'ai ouï conter à Lesbos. Des pêcheurs de Méthymne ayant jeté leur filets dans la mer, en retirèrent une tête faite de bois d'olivier. Cette tête ressemblait assez à celle d'un dieu, mais d'un dieu étranger et inconnu aux Grecs. Les Méthymnéens voulant savoir si c'était la tête de quelque héros ou d'une divinité, envoyèrent consulter la Pythie, qui leur ordonna de révérer Dionysos Céphallen. Gardant donc cette tête, ils en firent l'objet de leur culte, mais en même temps ils en envoyèrent une copie à Delphes, et c'est cette tête de bronze que l'on voit après la statue de Scyllis.

### Frontons du temple
[4] Sur le fronton du temple vous voyez, du côté du soleil couchant, Létô, Artémis, Apollon, les Muses; Dionysos et les Thyïades. Toutes ces figures sont de Praxias d'Athènes, disciple de Calamis ; Praxias mourut avant que le temple pût être achevé. Voilà pourquoi les autres ornements du fronton sont d'Androsthène, qui était aussi Athénien, mais disciple d'Encadmos.
Après un patient travail de recherche et de recollage des fragments, une grande partie des statues des frontons ont pu être recomposées. Il y a désaccord entre spécialistes sur l'identification des figures centrales (Apolon et Dionysos). Comme, par ailleurs, Pausanias dit bien "du côté du soleil couchant" pour Apollon et les muses, il y a débat à propos de leur orientation. La remarque de Pausanias et les lieux de trouvaille semblent montrer qu'Apollon était à l'ouest et Dionysos à l'Est, tourné vers son sanctuaire.
Fr. Croissant, FD II IV, Monuments figurés : sculpture, Les frontons du temple du IVe siècle, De Boccard, 2003. Jacquemin & Laroche, BCH 144-1, https://journals.openedition.org/bch/1053)
On a suspendu aux chapiteaux des colonnes diverses dépouilles des ennemis, entre autres des boucliers d'or, monument glorieux de la victoire que les Athéniens remportèrent à Marathon sur les Perses. Derrière et sur la gauche, on voit des boucliers de Gaulois ; ils sont, quant à la forme, presque semblables à ceux des Perses, et ce sont les Etoliens qui les ont consacrés en ce lieu.
Il reste sur une métope du temple une trace de bouclier ovale qui doit correspondre aux boucliers gaulois accrochés par les Etoliens.
[5] Dans ma description d'Athènes, en parlant du sénat des cinquante, j'ai déjà dit quelque chose de l'irruption des Gaulois en Grèce. Mais à présent que j'écris l'histoire de Delphes, je crois devoir traiter ce point plus au long, parce que c'est particulièrement dans le malheur dont Delphes fut menacée que les Grecs signalèrent leur courage contre ces barbares.
Suit un long excursus sur l'expédition des Galates en Grèce

### Les maximes des Sept Sages dans le pronaos du temple
Chapitre XXIV
[1] Voilà ce que j'avais à dire de ces peuples pour la vérité de l'histoire. Dans le parvis du temple de Delphes on voit de belles sentences, qui sont d'une grande utilité pour la conduite de la vie. Elles y sont écrites de la main de ce que l'on appelle communément les sept sages de la Grèce. Le premier de ces sept sages fut Thalès de Milet, ville d'Ionie, le second, Bias de Priène ; le troisième, Éolien de nation, fut Pittacos de Mytilène, dans l'île de Lesbos ; le quatrième fut Cléobule de Lindos, ville appartenant à ces Doriens qui s'établirent en Asie ; le cinquième était Solon Athénien, le sixième, Chilon de Sparte ; quelques-uns comptent pour le septième Périandre fils de Cypsélus ; mais Platon fils d'Ariston, met à sa place Myson de Chénée, qui était autrefois un bourg du mont Œta.
[2] Ces grands personnages étant venus à Delphes consacrèrent à Apollon les préceptes dont je parle, et qui depuis ont été dans la bouche de tout le monde ; comme, par exemple, ceux-ci : Connais-toi toi-même ; Rien de trop, et les autres.
Il reste très peu de vestiges des murs du temple, et aucune trace des maximes des Sept Sages. Elles furent recopiées par un Grec, Cléarque de Soloi, qui les afficha dans le site d'Aï Khanoum, aux confins de l'Afghanistan, où une mission française les retrouva.
Louis Robert, De Delphes à l’Oxus, CRAI, 1968, p. 416-457 (OMS, V, p. 510-541)
Vous verrez dans le même lieu une statue d'Homère en bronze, élevée sur une colonne. On lit au bas cette réponse de l'oracle, que l'on dit avoir été rendue au poète même : Heureux et malheureux, car tu es né pour l'un et pour l'autre sort, tu veux savoir quelle est ta patrie. Borne ta curiosité à connaître le pays de ta mère ; elle était de l'île d'Ios, où tu finiras tes jours. Sois seulement en garde contre une énigme.
Les habitants d'Ios montrent encore aujourd'hui la sépulture d'Homère dans leur île, et celle de Clymène dans un lieu séparé ; ils tiennent que Clymène fut la mère du poète.
(à propos d'Homère et de sa naissance)
Autel de Poséidon
[4] Dans le temple même il y a un autel dédié à Poséidon, parce qu'anciennement tout ce lieu lui appartenait. On y voit les statues des deux Parques ; Zeus Moiragète et Apollon Moiragète sont à la place de la troisième. Là se voit aussi le foyer sacré où le prêtre d'Apollon tua Néoptolème fils d'Achille, événement dont j'ai déjà parlé ailleurs.
L'autel de Poséidon n'a pas été retrouvé mais en revanche un texte des comptes qui parle du Potéidanion (sanctuaire de Poséidon) nous permet de savoir que ce dernier se trouvait du côté Nord du temple. Si l'autel et le sanctuaire sont bien une seule et même chose, ce qui parait logique, l'autel devait se trouver contre le mur de la cella.
Impossible de situer les statues mentionnées par Pausanias, ni le foyer sacré.
[5] Un peu plus loin on vous montrera la chaise de Pindare, elle est de fer. Toutes les fois que Pindare venait à Delphes, on dit qu'il s'asseyait là pour chanter les hymnes qu'il avait faits en l'honneur du Dieu. Dans le sanctuaire du temple où peu de gens ont la liberté d'entrer, on voit une autre statue d'Apollon, qui est d'or.
Les Odes de Pindare, qui célèbrent entre autres les victoires aux Jeux delphiques, sont également une source d'informations précieuses sur le fonctionnement du sanctuaire, même si elles sont présentées de façon poétique.
[6] Au sortir du temple, si vous prenez à gauche, vous trouverez une enceinte fermée par une balustrade, où est le tombeau de Néoptolème fils d'Achille. Les habitants de Delphes lui rendent tous les ans des honneurs funèbres comme à un héros.
Un des points les plus débattus de la topographie delphique. Pendant longtemps on a placé le « téménos de Néoptolème » dans un enclos situé derrière la terrasse attalide, où les fouilleurs avaient trouvé d'épaisses couches de cendre (J. Pouilloux, Région Nord du sanctuaire). G. Roux a montré que ce lieu était devenu inaccessible et ne peut être le téménos mentionné par Pausanias (Roux, p. 141-143). A. Jacquemin et D. Laroche ont proposé d'identifier ce téménos avec la terrasse attalide elle-même, qui comportait un grand autel. Mais cette proposition se heurte à l'absence de tombeau sur cette terrasse.
G. Roux et O. Callot, La terrasse d'Attale à Delphes, FD II, 1987.
A. Jacquemin et D. Laroche, La terrasse d'Attale 1er revisitée, BCH 116 (1992), p. 229-258.
La pierre de Cronos
Rentré dans le chemin, si vous continuez à monter, on vous fera remarquer une pierre de moyenne grosseur, que l'on frotte d'huile tous les jours et que l'on enveloppe même de laine crue aux jours de fête. C'est, dit-on, la pierre que Rhéa proposa à Cronos, il la dévora et la revomit ensuite.
Cette pierre n'a jamais été reconnue et sa localisation est indécidable à partir du texte de Pausanias.

### Fontaine de Cassotis
[7] En revenant au temple, vous verrez la fontaine de Cassotis, il y a au-devant un petit mur, par-dessus lequel il faut passer pour la voir. On dit que l'eau de cette fontaine va par-dessous terre, dans un lieu le plus secret du temple, et que sa vertu prophétique inspire là des femmes qui rendent des oracles. On tient que c'est une des nymphes du Parnasse qui lui a donné son nom.
La recherche de la fontaine Cassotis a été une des obsessions des archéologues depuis avant même les fouilles. Juste au Nord du temple se trouve une niche (ultérieurement grossièrement bouchée par des rochers éboulés) d'époque romaine ou byzantine qui accueillait un bassin. La fontaine Cassotis est sans doute à chercher en amont de cette porte, dans une zone bouleversée par des chutes de rochers à la fin de l'Antiquité, et qui n'est d'ailleurs pas totalement fouillée.

### La Lesché des Cnidiens
[1] On remarque au-dessus de la fontaine Cassotis un édifice renfermant des tableaux de Polygnote, qui ont été offerts par les Cnidiens. Les Delphiens donnent à cet édifice le nom de Lesché, parce que c'était là qu'on se réunissait anciennement, soit pour parler de choses sérieuses, soit pour faire des contes. Il y avait autrefois beaucoup d'édifices pareils dans la Grèce, au moins à en juger par les injures que Mélanthus dit à Ulysse dans l'Odyssée d'Homère : Au lieu de tant jaser ici, tu devrais être à dormir dans quelque forge ou dans quelque Lesché. [2] En entrant dans cet édifice, toutes les peintures que vous voyez à droite, représentent la ville de Troie prise, et le départ des Grecs...
(suit une description très détaillée des peintures)
... Tel est le nombre de figures qu'offre le tableau du peintre de Thasos, et qu'il a toutes peintes avec le plus grand soin.
La Lesché des Cnidiens est identifiée à un édifice se trouvant tout en haut du sanctuaire, dont le mur de soutènement porte une dédicace cnidienne. De cet édifice, de la taille d'un gros trésor, subsistent les fondations disloquées. Quelques blocs de l'entablement permettent de restituer un ordre dorique. On entrait depuis la façade Ouest (et non au sud, comme l'indiquent la plupart des plans restitués) et les peintures se déroulaient sur les murs de gauche et de droite. Peut-être un lanterneau éclairait-il l'intérieur ?
La description minutieuses des peintures de Polygnote par Pausanias a donné lieu à des tentatives de reconstitution, surtout au XIXe siècle.
Essai de reconstitution des peintures de Polygnote 
Les Cnidiens construisirent au IVe siècle av. J.-C. un mur destiné à soutenir la terrasse du trésor, du côté sud. Se trouvait sur cette terrasse un monument non identifié.
Le mur porte une belle dédicace cnidienne.
J. Pouilloux, FD II, La région Nord du sanctuaire, 1960.
CHAPITRE XXXII

### Le théâtre
[1] A l'enceinte sacrée tient un théâtre qui mérite d'être vu.
Malgré son caractère succinct, cette mention du théâtre est intéressante : c'est une des rares occasions, pour Pausanias, de formuler une appréciation d'un édifice !
Le stade
En montant hors de l'enceinte, vous voyez une statue de Dionysos qui est une offrande des Cnidiens.
Il y a un stade au-dessus de la ville ; il était construit de pierres, telles que sont la plupart de celles du Parnasse, jusqu'à ce que Hérode, Athénien, l'eût orné de marbre Pentélique. Voilà tout ce qui existait encore de mon temps à Delphes et qui mérite d'être décrit.
La statue de Dionysos n'a pas été reconnue, encore qu'une grosse base cnidienne gise devant le théâtre. La mention de la rénovation en marbre du stade est une des rares fois où l'on puisse assurer que Pausanias s'est trompé : le stade a été retrouvé en bon état et entièrement construit en pierre du Parnasse. Néanmoins l'édifice était tout récent à l'époque de Pausanias et la pierre neuve devait apparaître blanche comme du marbre, ce qui expliquerait son erreur.
P. Aupert et O. Callot, FD II, Le stade, 1980.

### L'antre corycien
[2] À soixante stades ou environ au-dessus de Delphes, en montant au sommet du Parnasse, on trouve une statue en bronze, et on monte de là à l'antre Corycien par un chemin praticable non seulement pour les gens de pied, mais encore pour les mulets et les chevaux. J'ai déjà dit un peu plus haut que cet antre avait pris son nom de la nymphe Corycia. [3] De toutes celles que j'ai vues, cette grotte me paraît la plus admirable.
Fin du récit de Pausanias concernant la description de Delphes.
Il reste encore des tronçons de la voie antique qu'a empruntée Pausanias. La grotte, aujourd'hui facilement accessible en voiture, a été fouillée par l'École Française d'Athènes dans les années 1970.
Suppl. au Bull. de Corr. Hell., IX, - L'ANTRE CORYCIEN, 1984.